# حمید بی‌غم
حمید بی‌غم (زادهٔ ۲۸ اسفند ۱۳۵۳ در مشهد) مربی فوتسال اهل ایران است.  وی هم اکنون سرمربی‌گری تیم فوتسال زرند ایرانیان را بر عهده دارد.وی سابقهٔ سرمربی‌گری در تیم‌های فوتسال گیتی‌پسند اصفهان، علم و ادب مشهد، فرش آرا مشهد و رکن آذین مشهد ومس سونگون ورزقان را دارد.سایت جهانی Futsal Planet در ادامه معرفی برترین‌های فوتسال در سال ۲۰۱۸ میلادی، نام حمید بی‌غم را جزو ۱۰ مربی برتر باشگاهی جهان قرار داد.

## افتخارات مربیگری
- قهرمانی در لیگ برتر فوتسال ایران به همراه تیم مس سونگون ورزقان در سال ۱۳۹۶
- قهرمانی در لیگ قهرمانان فوتسال آسیا به همراه تیم مس سونگون ورزقان در سال ۱۳۹۷ (۲۰۱۸)

- هفتمین مربی برتر جهان در سال ۲۰۱۸